# 한국알루미나
한국알루미나(Korea Alumina)는 [[KC]](케이씨)와 한국광물자원공사 간의 합작 투자하여 설립된 회사로 케이씨 생산제품인 수산화알루미늄을 100%원료로 사용하여 특수알루미나를 생산 판매한 국내 최초의특수알루미나 제조 공장"이다.
 

산업 전반에 적용되는 중요한 소재인 소결용 소성 알루미나를 비롯하여 저소다 알루미나, 초미립 기능성 알루미나 등을 국내시장을 넘어 세계시장으로 공급하고 있다.
 특히, 유리산업에서 세계 TOP 3 Maker社에 강화유리용 특수알루미나를 공급하고 있으며, 이차전지와 관련한 방열 및 분리막 소재를 납품하여 제품의 품질과 기술력을 인정받고 있다.

전라남도 영암군 삼호읍 난전리 1688-9번지 대불국가산업단지 31BL에 위치하고 있다.

## 제품소개
소결용 소성 알루미나 KSA series

수산화알루미늄을 Rotary Kiln에서 고온 소성하여 α-알루미나로 결정화한 제품입니다. 내구성이 뛰어나 세라믹스 및 내화물 산업에 필수적으로 사용되며 KSA-S, KSA-SC로 구분되어 생산합니다.
저소다 알루미나 KLS series

수산화알루미늄을 Rotary Kiln에서 소성 및 탈소다 공정을 거쳐 안정적인 α-알루미나로 결정화한 제품입니다. 전기절연성이 우수하며 주로 알루미나 세라믹스, 점화플러그, 전기절연제품에 사용됩니다.
초미립 기능성 알루미나 KES series

초미립 기능성 알루미나는 미립 알루미나 및 이소결성 알루미나를 말합니다.  내열성, 화학적안정성, 고강도, 내마모성, 전기절연성 등의 특징으로 전자세라믹스 분야에서 다용도로 사용되고 있습니다.

## 연혁
- 2007년 6월 KC주식회사와 한국광물자원공사 간 프로젝트 투자가능성 협의
- 2008년 4월 KC주식회사와 한국광물자원공사 양해각서 체결
- 2009년 6월 공장 설계 및 공장 건설 착수
- 2010년 1월 건설 공사 완공 및 공장 시운전
- 2010년 2월 제품 생산 및 판매
- 2013년 2월 제9회 전라남도 수출상, 장려상 (제67호, 전남도지사)
- 2013년 9월 중소기업 학습조직화 지원사업경진대회 동상 (제2013-169호, 한국산업인력공단) 인적자원개발 우수기관 인증 (제2013-23호, 고용노동부, 교육부, 산업통산자원부, 중소기업청)
- 2014년 12월 제51회 무역의 날 수출탑 300만불 달성
- 2018년 8월 무재해 목표달성 인증서 (제2018001210호, 한국산업안전보건공단)
- 2020년 12월 제57회 무역의 날 수출탑 천만불 달성
- 2022년 9월 인적자원개발 우수기관 인증(제2021-18호, 고용노동부,교육부,산업통상자원부,중소벤처기업부)

## 계열사
대주·KC

대주중공업(주)

한국알루미나(주)

대주코레스(주)

대주정공(주)

대주이엔티

대연인터내셔널(주)

케이디종합건설(주)

캄코모터(캄보디아)

## 사건·사고 및 논란

### 공장 설립 반대
2009년 2월 24일 민주노동당 목포시위원회는 "목포시청의 한국알루미나 공장설립 허가는 주민들의 의견이 충분히 반영돼야 한다"고 밝혔다. 민주노동당 목포시위원회는 성명에서 "주거단지와 인접한 공장 유치문제는 주거환경에 직.간접적 영향은 물론 심리적 영향을 미칠 수 밖에 없다"면서 "농공단지 관리기본계획을 들먹이지 않더라도 주민들의 안전하고 쾌적한 주거환경이 먼저 고려돼야 한다"고 강조했다.
이들은 "한국알루미나의 공장설립과 같이 대규모 아파트 단지와 학교 등이 인접할 경우 인근 지역주민들의 의견이 우선시돼야 한다"면서 "이는 공장과 함께 생활할 주체가 주민이고 만일 사고라도 발생하면 이를 감수해야 할 것이 주민의 몫이기 때문"이라고 주장했다.
2009년 2월 26일 한국알루미나(주)가 목포 산정농공단지 내 파인세라믹 공장 설립을 위한 입주계약신청서를 목포시청에 제출하였다. 이같은 소식이 전해지자 한국알루미나입주반대대책위원회는 “목포시청에서는 그동안 목포시장과의 면담에서도 환경문제 등 주민민원이 제기될 경우 반대하겠다는 입장을 피력한 만큼 반드시 불허해야 한다”는 입장을 나타냈다.
2009년 3월 12일 목포시청은 한국알루미나(주)가 동년 2월 26일 목포 산정농공단지 내 파인세라믹 공장 설립을 위한 입주 계약 신청서에 대해 주민피해 등을 이유로 공장설립을 불허한다고 밝혔다. 목포시청은 공문에서 "지역주민의 반대가 완강하고, 자문교수단에서 제기한 문제점 등에 대해 회사 측 대책이 미미하다"는 이유로 불허 방침을 들었다. 또한 " 공장입주 관련 주민 설문조사에서  대다수가 공장입주를 반대하며, 주요 파트너인 한국광물자원공사 측에서 지속적 민원발생의 이유로 부지 이전을 요청했다"는 이유도 들었다. 이어 민원 발생의 소지가 없는 새로운 대체 부지인 인근 '세라믹산업단지' 또는 '대양일반산업단지'등을 우선 입주할 수 있도록 조치하겠다고 말했다.
목포시민연대 백동규 사무처장은 이에 대해 "무분별한 기업유치보다 주민들의 주거환경이 더 우선시 되어야 하는 당연한 결과다"라고 환영의 뜻을 밝히면서도 "목포시청은 그동안 주민들의 의견을 무시한 일방적이고 독선적인 행정으로 주민들 간에 오해와 갈등이 발생한 것에 대해 정중한 사과가 있어야 할 것이다"라며 목포시청을 비판했다.
한편, 한국알루미나(주) 이성호 공장장은 기자회견문을 통해 "그동안 한국알루미나는 58일간의 공장 착공 지연에 따른 약 100억 원의 매출손실이 예상되었음에도 지금까지 기다려 왔는데 목포시청이 이제 와서 주민반대를 이유로 불허 방침을 피력하면 어느 기업이 목포에 들어오겠냐"며 목포시를 비판했다.
2010년 4월 2일 한국알루미나(대표 이성호)가 전라남도 영암군 대불산업단지 내 4만9600m2 부지에 250억원을 투자, 연산 4만5000t 규모의 특수알루미나 제련공장을 준공했다.

## 같이 보기
- KC